# Atletica leggera ai Giochi della XI Olimpiade - 100 metri piani maschili

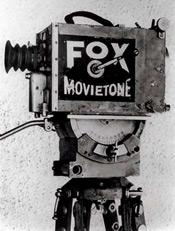
Qualificazioni e finale (durata: 4'08")

La competizione dei 100 metri piani maschili di atletica leggera ai Giochi della XI Olimpiade si è disputata nei giorni 2 e 3 agosto 1936 allo Stadio Olimpico di Berlino.

## L'eccellenza mondiale
| Primatisti europei             | 10"3 (1932) 10"3 (1933) 10"3 (1934) | Arthur Jonath Erich Borchmeyer Christiaan Berger | Presente |
| Primatista mondiale stagionale | 10"2                                | Jesse Owens                                      | Presente |
| Vincitore dei Trials USA       | 10”4                                | Jesse Owens                                      | Presente |

Jesse Owens, primatista mondiale nonché numero 1 negli Stati Uniti, si presenta come il grande favorito.

## La gara
Owens mette tutti in fila già in batteria con 10”3, record olimpico eguagliato. Nei quarti fa ancora meglio: 10”2, ma il vento è oltre il limite.

Nella prima semifinale controlla la gara in 10”4 rallentando nel finale e voltandosi per guardare gli avversari. Il connazionale Ralph Metcalfe vince la seconda serie in 10"5.

L'avversario più temibile che Owens ritrova in finale è l'esperto Metcalfe, già medaglia d'argento a Los Angeles. Nella fase di avvio Owens si avvantaggia in maniera decisiva. Il forte ma tardivo ritorno di Metcalfe non può preoccuparlo; vince con autorità.

## Risultati

### Turni eliminatori
| 12 Batterie        | 2 agosto (ore 10) | 63 partenti   | Si qualificano i primi 2. |
| 4 Quarti di finale | 2 agosto (ore 15) | 6 + 6 + 6 + 6 | Si qualificano i primi 3. |
| 2 Semifinali       | 3 agosto (ore 15) | 6 + 6         | Si qualificano i primi 3. |
| Finale             | 3 agosto (ore 17) | 6 concorrenti |                           |

### Batterie
| Pos. | Atleta                | Nazione  | Tempo |
| ---- | --------------------- | -------- | ----- |
| 1    | Lennart Strandberg    | Svezia   | 10"7  |
| 2    | Takayoshi Yoshioka    | Giappone | 10"8  |
| 3    | Manfred Kersch        | Germania | 10"8  |
| 4    | Maurice Carlton       | Francia  | 11"1  |
| 5    | Aristidis Sakellariou | Grecia   |       |

| Pos. | Atleta           | Nazione     | Tempo |
| ---- | ---------------- | ----------- | ----- |
| 1    | Chris Berger     | Paesi Bassi | 10"8  |
| 2    | Pat Dannaher     | Sudafrica   | 11"0  |
| 3    | Bernard Marchand | Svizzera    | 11"2  |
| 4    | Antonio Sande    | Argentina   | 11"2  |
| 5    | Julije Bauer     | Jugoslavia  | 11"5  |

| Pos. | Atleta               | Nazione     | Tempo |
| ---- | -------------------- | ----------- | ----- |
| 1    | Wil van Beveren      | Paesi Bassi | 10"8  |
| 2    | Eric Grimbeek        | Sudafrica   | 10"9  |
| 3    | Ruudi Toomsalu       | Estonia     | 11"0  |
| 4    | Antonio Salcedo      | Filippine   |       |
| 5    | José Domingo Sánchez | Colombia    |       |
| 6    | Mohammad Khan        | Afghanistan |       |

| Pos. | Atleta          | Nazione   | Tempo |
| ---- | --------------- | --------- | ----- |
| 1    | Gyula Gyenes    | Ungheria  | 10"7  |
| 2    | Monta Suzuki    | Giappone  | 10"7  |
| 3    | Palle Virtanen  | Finlandia | 10"9  |
| 4    | Paul Bronner    | Francia   | 11"1  |
| 5    | Antonio Cuba    | Perù      |       |
| 6    | Elias Gutiérrez | Colombia  |       |

| Pos. | Atleta           | Nazione            | Tempo |
| ---- | ---------------- | ------------------ | ----- |
| 1    | Howie McPhee     | Canada             | 10"8  |
| 2    | Lennart Lindgren | Svezia             | 10"8  |
| 3    | Robert Paul      | Francia            | 11"0  |
| 4    | George Fahoum    | Egitto             |       |
| 5    | Poh Kimseng      | Repubblica di Cina |       |
| 6    | Elias Gutiérrez  | Colombia           |       |

| Pos. | Atleta               | Nazione       | Tempo |
| ---- | -------------------- | ------------- | ----- |
| 1    | Marthinus Theunissen | Sudafrica     | 10"7  |
| 2    | Gerd Hornberger      | Germania      | 10"7  |
| 3    | Tomás Beswick        | Argentina     | 10"9  |
| 4    | Toivo Sariola        | Finlandia     |       |
| 5    | Sveinn Ingvarsson    | Islanda       |       |
| 6    | Oskar Ospelt         | Liechtenstein |       |

| Pos. | Atleta            | Nazione     | Tempo |
| ---- | ----------------- | ----------- | ----- |
| 1    | Ralph Metcalfe    | Stati Uniti | 10"8  |
| 2    | József Sír        | Ungheria    | 10"8  |
| 3    | Nemesio de Guzman | Filippine   | 11"1  |
| 4    | Fritz Seeger      | Svizzera    |       |

| Pos. | Atleta          | Nazione          | Tempo |
| ---- | --------------- | ---------------- | ----- |
| 1    | Tinus Osendarp  | Paesi Bassi      | 10"5  |
| 2    | Alan Pennington | Gran Bretagna    | 10"6  |
| 3    | Lee Orr         | Canada           | 10"6  |
| 4    | Robert Struckl  | Austria          |       |
| 5    | Eric Whiteside  | India Britannica |       |

| Pos. | Atleta             | Nazione       | Tempo |
| ---- | ------------------ | ------------- | ----- |
| 1    | Frank Wykoff       | Stati Uniti   | 10"6  |
| 2    | Arthur Sweeney     | Gran Bretagna | 10"7  |
| 3    | Antonio Fondevilla | Argentina     | 11"0  |
| 4    | Toivo Ahjopalo     | Finlandia     |       |
| 5    | Oswaldo Domingues  | Brasile       |       |
| 6    | Xaver Frick        | Liechtenstein |       |

| Pos. | Atleta          | Nazione          | Tempo |
| ---- | --------------- | ---------------- | ----- |
| 1    | Tinus Osendarp  | Paesi Bassi      | 10"5  |
| 2    | Alan Pennington | Gran Bretagna    | 10"6  |
| 3    | Lee Orr         | Canada           | 10"6  |
| 4    | Robert Struckl  | Austria          |       |
| 5    | Eric Whiteside  | India Britannica |       |

| Pos. | Atleta           | Nazione            | Tempo |
| ---- | ---------------- | ------------------ | ----- |
| 1    | Paul Hänni       | Svizzera           | 10"7  |
| 2    | Cyril Holmes     | Gran Bretagna      | 10"8  |
| 3    | Renos Frangoudis | Grecia             | 10"8  |
| 4    | François Mersch  | Lussemburgo        | 10"9  |
| 5    | Liu Changchun    | Repubblica di Cina |       |

| Pos. | Atleta                    | Nazione     | Tempo |
| ---- | ------------------------- | ----------- | ----- |
| 1    | Jesse Owens               | Stati Uniti | 10"3  |
| 2    | Kichizo Sasaki            | Giappone    | 11"0  |
| 3    | José de Almeida           | Brasile     | 11"1  |
| 4    | Dieudonné Devrindt        | Belgio      |       |
| 5    | Austin Cassar-Torreggiani | Malta       |       |

### Quarti di finale
| Pos. | Atleta             | Nazione       | Tempo |
| ---- | ------------------ | ------------- | ----- |
| 1    | Lennart Strandberg | Svezia        | 10"5  |
| 2    | Tinus Osendarp     | Paesi Bassi   | 10"6  |
| 3    | Frank Wykoff       | Stati Uniti   | 10"6  |
| 4    | Gerd Hornberger    | Germania      | 10"7  |
| 5    | Gyula Gyenes       | Ungheria      |       |
| 6    | Cyril Holmes       | Gran Bretagna |       |

| Pos. | Atleta             | Nazione     | Tempo |
| ---- | ------------------ | ----------- | ----- |
| 1    | Jesse Owens        | Stati Uniti | 10"2w |
| 2    | Paul Hänni         | Svizzera    | 10"6w |
| 3    | József Sír         | Ungheria    | 10"7w |
| 4    | Takayoshi Yoshioka | Giappone    | 10"8w |
| 5    | Eric Grimbeek      | Sudafrica   | 10"9w |
| 6    | Lennart Lindgren   | Svezia      | 11"0w |

| Pos. | Atleta               | Nazione       | Tempo |
| ---- | -------------------- | ------------- | ----- |
| 1    | Ralph Metcalfe       | Stati Uniti   | 10"5  |
| 2    | Alan Pennington      | Gran Bretagna | 10"6  |
| 3    | Wil van Beveren      | Paesi Bassi   | 10"7  |
| 4    | Marthinus Theunissen | Sudafrica     |       |
| 5    | Bruce Humber         | Canada        |       |
| 6    | Kichizo Sasaki       | Giappone      |       |

| Pos. | Atleta           | Nazione       | Tempo |
| ---- | ---------------- | ------------- | ----- |
| 1    | Erich Borchmeyer | Germania      | 10"5  |
| 2    | Arthur Sweeney   | Gran Bretagna | 10"6  |
| 3    | Howie McPhee     | Canada        | 10"6  |
| 4    | Monta Suzuki     | Giappone      |       |
| 5    | Chris Berger     | Paesi Bassi   |       |
| 6    | Pat Dannaher     | Sudafrica     |       |

### Semifinali
| Pos. | Atleta             | Nazione       | Tempo |
| ---- | ------------------ | ------------- | ----- |
| 1    | Jesse Owens        | Stati Uniti   | 10"4  |
| 2    | Frank Wykoff       | Stati Uniti   | 10"5  |
| 3    | Lennart Strandberg | Svezia        | 10"5  |
| 4    | Paul Hänni         | Svizzera      | 10"7  |
| 5    | Wil van Beveren    | Paesi Bassi   | 10"8  |
| 6    | Alan Pennington    | Gran Bretagna |       |

| Pos. | Atleta           | Nazione       | Tempo |
| ---- | ---------------- | ------------- | ----- |
| 1    | Ralph Metcalfe   | Stati Uniti   | 10"5  |
| 2    | Tinus Osendarp   | Paesi Bassi   | 10"6  |
| 3    | Erich Borchmeyer | Germania      | 10"7  |
| 4    | Howie McPhee     | Canada        | 10"7  |
| 5    | Arthur Sweeney   | Gran Bretagna | 10"7  |
| 6    | József Sír       | Ungheria      | 10"9  |

### Finale
| Pos.    | Corsia | Atleta             | Età | Nazione     | Tempo  |
| ------- | ------ | ------------------ | --- | ----------- | ------ |
| Oro     | 1      | Jesse Owens        | 22  | Stati Uniti | 10"3 = |
| Argento | 6      | Ralph Metcalfe     | 26  | Stati Uniti | 10"4   |
| Bronzo  | 4      | Tinus Osendarp     | 20  | Paesi Bassi | 10"5   |
| 4       | 5      | Frank Wykoff       | 26  | Stati Uniti | 10"6   |
| 5       | 3      | Erich Borchmeyer   | 31  | Germania    | 10"7   |
| 6       | 2      | Lennart Strandberg | 21  | Svezia      |        |

Ralph Metcalfe è il primo velocista a salire sul podio dei 100 metri in due edizioni dei Giochi.